# Turca (obicei)
Turca (Țurca cum i se spune pe vremuri) ori Bourită (și borită, în jurul Sibiului) ori Cerb (în alte părți ale Transilvaniei) este un obicei folcloric românesc care se organizează în timpul sărbătorilor de iarna. Numele obiceiului vine de la masca zoomorfă ce însoțește cetele de feciori care joacă și colindă în seara și noaptea de Ajun a Crăciunului. Mască este un cap de animal, de cerb sau de bour cu bot de lemn clămpănitor, acționat printr-o sfoară de flăcăul care o joacă și care stă ascuns sub un covor sau o față de masă. 

## Origine
Turca este o zeiță preistorică care poartă numele feminin al taurului substituită de o ciudată mască zoomorfa îmbrăcată la Crăciun de un fecior al cetei de colindat. Prezența acestui animal fantastic este un ecou al miturilor precreștine legate de moartea și renașterea naturii, cu rol refertilizator.

Moartea simulată a turcii, masca și personajul principal al cetelor de colindători din Transilvania care în ziua de Anul Nou juca rolul lui Saturn, urmată de scenariul înmormântării și ospățul funerar sunt urme ale sacrificiului regelui Saturnaliilor practicat în sud-estul Europei cu 15 secole în urmă. Un martirologiu anonim din Moesia Inferior ne-a lăsat știri extrem de prețioase cu privire la alegerea și soarta regelui Saturnaliilor. Soldații romani din Durostorum, serbând în fiecare an Saturnaliile, cu treizeci de zile înainte de sărbătoare trăgeau la sorți alegerea unui tânăr pe care apoi îl îmbrăcau în haine regești, simbolizându-l pe Saturn. Tânărul rege se plimba prin mulțime având toată libertatea să-și împlinească pasiunile și să guste orice plăcere, chiar dacă aceasta presupunea o faptă josnică sau rușinoasă. Veselia era însă scurtă, pentru că numai după o lună de zile, la sosirea sărbătorii lui Saturn, i se tăia gâtul pe altarul zeului. în anul 303 d.Hr. sorții taberei legionarilor din cetatea Durostorum au ales ca rege al Saturnaliilor un creștin, pe nume Dasius. El refuză să joace rolul de rege al Saturnaliilor și să-și petreacă în desfrâu ultimele zile ale vieții. Amenințările și argumentele comandantului său Bassus nu i-au schimbat hotărârea și, în consecință, Dasius a fost decapitat, după cum relatează martirologia creștină cu o minuțioasă precizie: 
„la Durostorum, de către soldatul Ion, vineri 20 noiembrie, în a douăzeci și patra zi a lunii, la ora a patra“
De asemenea, perechea turca-bloj amintește de „cervulus et vetula" împotriva cărora luptase cu multă hotărâre sinodul local de la Auxerre (Concilium Autissiodorense) din 585. Cu turca se colinda și se ura. 

## Aspectul Turcii
Turca e compusă din cap, corp și un băț (picior) care o sprijină în pământ. 
- Capul turcii are două coarne înalte împodobite cu panglici, bete, clopoței, flori artificiale, un bot nedefinit de animal (lup, cal, iepure, capră, pasăre) din lemn pe care purtătorul măștii îl deschide și îl închide, clămpănind ca o barză cu ajutorul unor sfori ascunse, și o barbă din piele de iepure ca de țap. În unele locuri, turca este împodobită cu fâșii lungi și multicolore de pânză, sau, mai nou, de hârtie colorată. Fâșiile multicolore de pânză se întâlnesc la unele măști din vestul Europei. Se presupune că au existat și în travestirile folosite în obiceiurile din antichitate.

- Corpul turcii este confecționat dintr-o față de masă, cusută ca un sac, pe care sunt prinse numeroase panglici și basmale colorate, smocuri din piele de iepure sau fulgi de pasăre și o coadă în spate.

- Bățul cioplit e ascuns pe dedesubt, e vizibil doar un capăt în partea de jos, lângă gleznele feciorului, care se sprijină de băț care susține capul turcii.

Masca și poziția aplecată a celui care o poartă redau imaginea unui ciudat patruped. 

## Organizare
La începutul postului, sau de Sfântul Nicolae, grupurile se adună și își aleg membrii cetei, fiecare primind o anumită funcție, cea mai importantă fiind cea de vătaf, sau șeful cetei. După alegerea șefilor, ceata își caută o gazdă unde se strânge în fiecare seară, unde repetă colindele specifice turcii. Aceste seri pe vremuri erau și un fel de șezători la care participau și fetele, fiind prezenți de asemenea fluierașul și vioristul cetei. 
Ceata, sau turca colindă începând din seara de Ajun, pe la toate casele din sat și se spune că ceata nu trebuie să ocolească nicio casă din fereastra căreia arde o lumină. Mai de mult, pe la case se aduceau colaci, cârnați, bani, în locurile unde era o fată de măritat o și jucau. Dacă colindătorii nu vor trece pragul casei, gospodarilor nu le va merge bine în anul care vine, deoarece numai colindătorii pot alunga răul și aduce binele, sănătatea și norocul.
Urarea cu turca seamănă, în unele părți din Transilvania, cu urarea la colac și cu plugușorul. Turca juca pe cântec de fluier, altădată și de cimpoi. După Anul Nou, turca era împușcată și înmormîntată simbolic. În unele locuri, se făceau întreceri între cetele de flăcăi care mergeau cu turca și cea care câștiga căpăta o cunună de iederă pe care o purta în tot timpul sărbătorilor.
Turca este jucată de obicei singură sau însoțită de bloj, mască de om sau de femeie bătrână, care poartă bățul în capul căruia este legată cârpa cu cenușă. 

## Simbolism
Turca se naște simbolic la solstițiul de iarnă (confecționarea și îmbrăcarea măștii), petrece și se desfată împreună cu ceata de feciori în timpul colindatului, moare violent, prin lovire cu ciomagul, împușcare sau înecare și renaște.
In raport cu membrii cetei de feciori, Turca acționează independent, conform rangului său divin: nu se supune, asemănător celorlalți membrii ai cetei, ordinelor Vătafului, se amuză speriind femeile și copiii, mușcă cu ciocul asistenții curioși care se apropie de ea, face loc și apără membrii cetei în timpul colindatului, solicită plata (darul) atât cât consideră că i se cuvine, ocupă, la ospețe, locul de cinste din capul mesei. 
Turcașul, feciorul care îmbrăca masca, nu are voie să vorbească și nu însoțește membrii cetei când merge la biserică și cu colindatul la preot. înainte de a muri, Turca joacă solitar, în centrul satului, dansul său fară egal, numit Jocul cel Mare (Transilvania de sud).

## Răspândire
Obiceiul e răspândit, în diferite forme de manifestare, în Transilvania centrală și de sud, Crișana și, izolat, în Banat.

## Galerie foto

Feciori îmbrăcați în costumație tradițională colindă satul cu Turca
Turca este jucată într-o casă din Cuciulata